# ISO 9
ISO 9 — міжнародний стандарт, який визначає систему транслітерації кириличних алфавітів слов'янських та неслов'янських мов за допомогою латиниці.
Головна перевага ISO 9 над іншими подібними системами — це її повна однозначність, кожній літері відповідає одна літера чи поєднання букви з різними діакритичними знаками. Це дозволяє точно передавати оригінал з кирилиці та здійснювати зворотну транслітерацію, навіть якщо мова є нерозпізнаною.
Давні версії стандарту ISO/R 9:1954, ISO/R 9:1968 та ISO 9:1986 спочатку були засновані на міжнародній системі для освіти з мовознавства (наукова транслітерація кирилиці), однак відрізнялися застосуванням односторонньої транслітерації на користь фонетичного представлення.

## ISO 9:1995
У наступних країнах:
- Азербайджані
- Білорусі
- Вірменії
- Казахстані
- Киргизстані
- Росії
- Таджикистані
- Туркменістані
- Узбекистані

введений в дію безпосередньо, як державний, стандарт ГОСТ 7.79-2000, що представляє автентичний текст ISO 9:1995 «Інформація та документація. Транслітерація кириличних літер латинськими. Слов'янські та неслов'янські мови». В Україні положення ISO 9:1995 відображені у ГОСТ 7.79 А.
Стандарт поширюється на правила транслітерації засобами латинського алфавіту окремих букв, слів, виразів, а також пов'язаних текстів на мовах, писемність яких базується на кириличному алфавіті. Правила згідно з даним стандартом застосовують скрізь, де потрібно забезпечити однозначне уявлення кириличного тексту латинськими літерами та можливість алгоритмічного відновлення тексту в початковому кириличному запису, зокрема при передачі документів по комп'ютерних мережах.
Стандарт не поширюється на правила передачі латинськими буквами звукового вигляду слів, записаних кирилицею.
Правила представлення національних географічних найменувань на картах визначаються керівними документами відповідних картографічних служб.
Таблиці, наведені у стандарті, однозначно визначають перехід від кириличних букв до латинських для слов'янських мов (білоруської, болгарської, македонської, російської, української), а також для неслов'янських мов.
Подання боснійського, сербського та чорногорського тексту латинськими літерами здійснюється за допомогою національної системи письма гаєвиця, використовуваної в цих слов'янських мовах, а також у неслов'янських мовах поряд з кирилицею.

### Таблиця символів
| Кирилиця | Кирилиця | Латинка | Латинка | Юнікод | Юнікод | Юнікод | Юнікод | Примітки                      |
| Кирилиця | Кирилиця | Латинка | Латинка | Hex    | Hex    | Dec    | Dec    | Примітки                      |
| -------- | -------- | ------- | ------- | ------ | ------ | ------ | ------ | ----------------------------- |
| А        | а        | A       | a       |        |        |        |        |                               |
| Б        | б        | B       | b       |        |        |        |        |                               |
| В        | в        | V       | v       |        |        |        |        |                               |
| Г        | г        | G       | g       |        |        |        |        |                               |
| Ѓ        | ѓ        | Ǵ       | ǵ       | G+0301 | g+0301 | G+769  | g+769  | комбінуючий акут              |
| Ґ        | ґ        | G̀       | g̀       | G+0300 | g+0300 | G+768  | g+768  | комбінуючий гравіс            |
| Д        | д        | D       | d       |        |        |        |        |                               |
| Е        | е        | E       | e       |        |        |        |        |                               |
| Ё        | ё        | IO      | io      | 00CB   | 00EB   | 203    | 235    |                               |
| Є        | є        | Ê       | ê       | 00CA   | 00EA   | 202    | 234    |                               |
| Ж        | ж        | Ž       | ž       | 017D   | 017E   | 381    | 382    |                               |
| З        | з        | Z       | z       |        |        |        |        |                               |
| Ѕ        | ѕ        | Ẑ       | ẑ       | 1E90   | 1E91   | 7824   | 7825   |                               |
| И        | и        | I       | i       |        |        |        |        |                               |
| Й        | й        | J       | j       |        |        |        |        |                               |
| Ј        | ј        | J̌       | ǰ       | J+030С | j+030С | J+780  | j+780  | комбінуючий карон (гачок)     |
| І        | і        | Ì       | ì       | 00CC   | 00EC   | 204    | 236    |                               |
| Ї        | ї        | Ï       | ï       | 00CF   | 00EF   | 207    | 239    |                               |
| К        | к        | K       | k       |        |        |        |        |                               |
| Ќ        | ќ        | Ḱ       | ḱ       | K+0301 | k+0301 | K+769  | k+769  | комбінуючий акут              |
| Л        | л        | L       | l       |        |        |        |        |                               |
| Љ        | љ        | L̂       | l̂       | L+0302 | l+0302 | L+770  | l+770  | комбінуючий циркумфлекс       |
| М        | м        | M       | m       |        |        |        |        |                               |
| Н        | н        | N       | n       |        |        |        |        |                               |
| Њ        | њ        | N̂       | n̂       | N+0302 | n+0302 | N+770  | n+770  | комбинуючий циркумфлекс       |
| О        | о        | O       | o       |        |        |        |        |                               |
| П        | п        | P       | p       |        |        |        |        |                               |
| Р        | р        | R       | r       |        |        |        |        |                               |
| С        | с        | S       | s       |        |        |        |        |                               |
| Т        | т        | T       | t       |        |        |        |        |                               |
| У        | у        | U       | u       |        |        |        |        |                               |
| Ў        | ў        | Ǔ       | ǔ       | 01D3   | 01D4   | 467    | 468    |                               |
| Ф        | ф        | F       | f       |        |        |        |        |                               |
| Х        | х        | H       | h       |        |        |        |        |                               |
| Ц        | ц        | C       | c       |        |        |        |        |                               |
| Ч        | ч        | Č       | č       | 010C   | 010D   | 268    | 269    |                               |
| Џ        | џ        | D̂       | d̂       | D+0302 | d+0302 | D+770  | d+770  | комбінуючий циркумфлекс       |
| Ш        | ш        | Š       | š       | 0160   | 0161   | 352    | 353    |                               |
| Щ        | щ        | Ŝ       | ŝ       | 015C   | 015D   | 348    | 349    |                               |
| Ъ        | ъ        | ʺ       | ʺ       | 02BA   | 02BA   | 698    | 698    | модифікуючий 2-й штрих        |
| Ы        | ы        | Y       | y       |        |        |        |        |                               |
| Ь        | ь        | ʹ       | ʹ       | 02B9   | 02B9   | 697    | 697    | модифікуючий 1-й штрих (прим) |
| Э        | э        | È       | è       | 00C8   | 00E8   | 200    | 232    |                               |
| Ю        | ю        | Û       | û       | 00DB   | 00FB   | 219    | 251    |                               |
| Я        | я        | Â       | â       | 00C2   | 00E2   | 194    | 226    |                               |
| ʼ        | ʼ        | ʼ       | ʼ       | 02BC   | 02BC   | 700    | 700    | модифікуючий апостроф         |
| Ѣ        | ѣ        | Ě       | ě       | 011A   | 011B   | 282    | 283    |                               |
| Ѫ        | ѫ        | Ǎ       | ǎ       | 01CD   | 01CE   | 461    | 462    |                               |
| Ѳ        | ѳ        | F̀       | f̀       | F+0300 | f+0300 | F+768  | f+768  | комбінуючий гравіс            |
| Ѵ        | ѵ        | Ỳ       | ỳ       | 1EF2   | 1EF3   | 7922   | 7923   |                               |

Приклади: Строчинський Геннадій Віталійович — Stročins'kij Gennadìj Vìtalìjovič
Солов'яненко Ганна Ярославівна — Solov'ânenko Ganna Âroslavìvna
Гоцуляк Вікторія Анатоліївна — Goculâk Vìktorìâ Anatolìïvna
Андрющенко  Євгенія Юріївна — Andrûŝenko Êvgeniâ Ûrìïvna